# Frederico de Castro Roque dos Santos
Freddy, nombre completo Frederico de Castro Roque dos Santos (nacido el 14 de agosto de 1979 en Malanje) es un futbolista angoleño. Actualmente juega para el Enosis Neon Paralimni..
- Datos: Q978689